# Nyami Nyami
A Nyami Nyami – más néven Zambézi Folyóisten vagy Zambézi Kígyószellem – egyike a tonga törzs legfontosabb isteneinek. A Nyami Nyami hitük szerint megvédi a törzs tagjait és táplálékot ad nekik a nehéz időkben. A Folyóisten általában férfiként van ábrázolva.
A Nyami Nyamit kígyótesttel és halfejjel, örvényként, vagy folyami sárkányként képzelik el, és a Zambézi völgyének illetve magának a folyónak az isteneként tekintenek rá. A Nyami Nyamit rendszeren kígyószerű teremtményként ábrázolják, és megtalálható ékszereken mint medál – általában fából, kőből, csontból, alkalmanként elefántcsontból, ezüstből vagy aranyból kivésve, és használják divatkiegésztőként illetve szerencsehozóként egyaránt, hasonlóan a Szent Kristóf-medál viseléséhez. A körülményesen kivésett, hagyományos sétapálcák, amik a Nyami Nyamit és annak kapcsolatát ábrázolják a völgy lakóival, kedveltek voltak a Zimbabwébe látogató turisták körében és történelmi ajándékok voltak a tekintélyes látogatóknak.
A törzs úgy hiszi, a Kariba-gát mélyen megsértette a Nyami Nyamit, mert az elválasztja őt a feleségétől. A rendszeres áradást és a sok halálesetet a gát építése alatt az ő haragjának tulajdonították. Miután a gát kész lett, a törzs hite szerint a Nyami Nyami visszavonult az emberek világából.